# Rio Bravo (film)

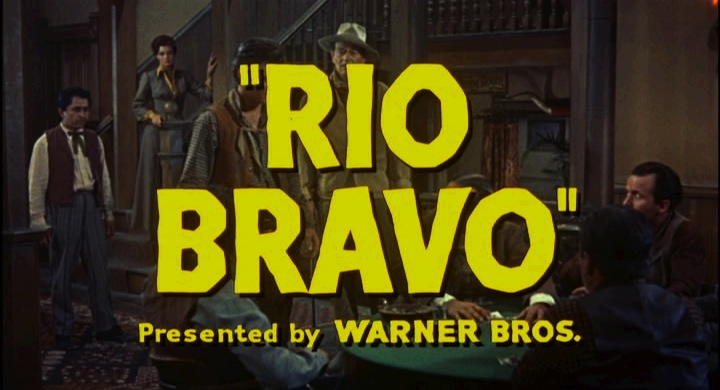

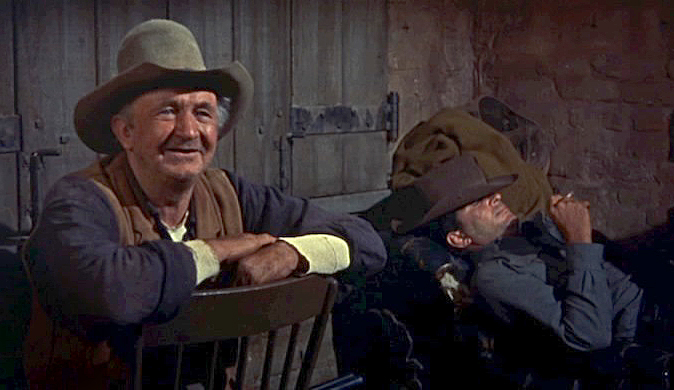
Walter Brennan și Dean Martin într-o scenă din film

Rio Bravo (1959) este un film american western regizat de Howard Hawks cu John Wayne, Dean Martin și Ricky Nelson.  În rolurile secundare: Angie Dickinson, Walter Brennan și Ward Bond.  Scenariul este scris de Jules Furthman și  Leigh Brackett, bazat pe o povestire scurtă de B.H. McCampbell. În 2014, filmul a fost selectat pentru a fi păstrat de către  Registrul Național de Film (National Film Registry), fiind considerat ca având un caracter "cultural, istoric sau estetic semnificativ" de către Biblioteca Congresului Statelor Unite ale Americii.

## Distribuție
- John Wayne – Șerif John T. Chance
- Dean Martin – Dude (Borrachón)
- Ricky Nelson ca Colorado Ryan
- Angie Dickinson – Feathers
- Walter Brennan – Stumpy
- Ward Bond – Pat Wheeler
- John Russell – Nathan Burdette
- Pedro Gonzalez-Gonzalez – Carlos Robante
- Estelita Rodriguez ca Consuela Robante
- Claude Akins – Joe Burdette
- Malcolm Atterbury – Jake (conducător de diligență)
- Harry Carey Jr. – Harold (scene șterse)